# Unitárius Irodalmi Társaság
Unitárius Irodalmi Társaság (1918-1950) felekezeti alapon szerveződött irodalmi tömörülés. Gondolata az 1918. június 18–20-án Székelykeresztúron tartott lelkészértekezletre vezethető vissza, ahol Bárka József korondi unitárius lelkész javaslatára elhatározták: unitárius irodalmi kört alakítanak, hogy az erdélyi írókat buzdítsák, irányítsák és egységes egyházi és vallási irodalmat teremtsenek. Működésüket 1950-ben szüntették be politikai okok miatt.

## A Társaság története
Az irodalmi társaság célját Vári Albert kolozsvári vallástanár 1919-ben fogalmazta meg: 
Az itt-ott feltűnő halvány mécsvilágok elenyésznek a rengetegben, s a vékonyan csörgedező erecskék áldáshintés nélkül tűnnek el a pusztában. Ezeket a gyengén pislákoló mécseket összevonni s az égő gyertyát az asztalra tenni, ezeket a vékony erecskéket egy mederbe terelni s puszta tájak felüdülésére fordítani: ez volna sürgős feladatunk, amit ismételten csak öntudatosan szervezett munkával érhetünk el. Szervezkedjünk s tömörüljünk, s mihelyt lehetséges…
Az alakuló ülést 1920. augusztus 28-ra hívták össze, Kolozsvárra. A Társaság elnöke Kilyéni Ferencz József püspök, igazgatója Ferenczy Géza főgondnok, alelnökök Boros György, Költő Gábor, Vári Albert, főtitkár Borbély István, pénztáros Gálffy Zsigmond, tiszteletbeli tagok P. Horváth Kálmán, Perczelné Kozma Flóra és Péterfy Dénes voltak. Az első választmány tagjai sorában több neves tudós is helyet kapott: Benczédi Pál, Biás István, Borbély Ferenc, Bölöni Vilmos, Csifó Salamon, Gál Kelemen, Gálfi Lőrinc, Gelei József, Gvidó Béla, Józan Miklós, Kelemen Lajos, Kiss Elek, Kovács Lajos, Kádár József,  Kemény Gábor, Lőrinczy István, Lőfi Ödön, S. Nagy László, Orbán Lajos, Gyallay Pap Domokos, Pálffy Ákos, Pálffi Márton, Régeni Áron, P. Szentmártoni Kálmán, Szolga Ferenc, Tóth György, Ürmösi József, Ürmösi Károlyné, Varga Béla, Zoltán Sándor. A Társaság célja az Alapszabály 2. paragrafusa szerint „az unitárius történelemnek és hitelveknek közismertté tétele, az unitárius vallás hívei közművelődésének előmozdítása”.
A kitűzött cél megvalósítása érdekében a társaság nagy súlyt helyezett vándorgyűlések megszervezésére. Egész Erdélyt beutazták, és előadásaik mind vidéken, mind Kolozsvárt tekintélyes érdeklődést váltottak ki. A Társaság gondozásában jelent meg 1922-től kezdődően a Keresztény Magvető, és ezzel párhuzamosan egy sor kiadvány, köztük a legjelentősebb az 1925 és 1938 között szerkesztett Unitárius Irodalmi Társaság Szakkönyvtára (1925–38 között kiadott hat kötetéből kettőt-kettőt Borbély István és Gál Kelemen, egyet Fikker János írt) és az 1925-től 1926-ig Borbély István által szerkesztett Unitárius Könyvtár.
A Társaság 1943. november 20-án tartott választmányi gyűlése elhatározta, hogy az alapszabály módosítása nélkül nevét megváltoztatja és Kriza János unitárius püspök emlékezetére felveszi Kriza János Unitárius Irodalmi Társaság nevet. Az utolsó választmányi gyűlést 1947. április 29-én tartották Kelemen Lajos alelnök, P. Szentmártoni Kálmán főtitkár, Benczédi Pál ellenőr, id. Hadházi Sándor, Gyulai László, Erdő János, Kovács Lajos, Ürmösi József és Létay Lajos jelenlétében. Az utolsó felolvasóülésre Kolozsvárt került sor: 1947. december 7-én László Gyula régész, történészt hallgathatták meg az egybegyűltek.
Politikai nyomásra 1950-ben szüntette be működését a Társaság. A nagy irodalmi társaságok „végeken munkáló” kiegészítője volt, kiadványaival, irodalmi és tudományos munkáival az erdélyi unitarizmust és a magyar kultúrát szolgálta a két világháború között. Számos jeles közreműködője volt a Társaságnak, köztük Váradi Aurél, Végh József.